# Jernej Damjan
Jernej Damjan, né le 28 mai 1983 à Ljubljana, est un sauteur à ski slovène. Il est double médaillé aux Championnats du monde en épreuve par équipes, deux fois vainqueur de concours en Coupe du monde et sélectionné pour quatre éditions des Jeux olympiques.

## Carrière
Membre du club SSK Sam Ihan, sa première apparition en compétition internationale a lieu en 2002, dans la Coupe continentale, où il gagne sa première manche à Yamagata deux mois après ses débuts. En 2003, il remporte la médaille d'or au concours sur tremplin normal à l'Universiade à Tarvisio, ainsi que la médaille d'argent par équipes.
il a démarré en Coupe du monde en janvier 2004 à Liberec, marquant des points sur le deuxième concours (27e). Lors de la saison suivante, il améliore clairement ses performances, faisant son entrée dans le top dix dans l'élite à Trondheim (10e), puis à Oberstdorf (7e) et surtout à Zakopane (5e), pour se classer quinzième mondial, avant de monter sur le podium de l'épreuve par équipes disputée à Pragelato. Il est sélectionné pour son premier grand championnat en 2005 aux Championnats du monde d'Oberstdorf, où il est médaillé de bronze dans l'épreuve par équipes et prend la sixième place en individuel au petit tremplin, ce qui reste son meilleur résultat individuel dans un rendez-vous majeur. Il se qualifie pour ses premiers jeux olympiques en 2006 à Turin, où il est 35e et 28e en individuel. En 2006, il signe une nouvelle place de cinquième en Coupe du monde à la manche de Lillehammer, puis concrétise ses progrès au Grand Prix d'été par un podium à Zakopane.
En février 2007, il monte sur son premier podium individuel en Coupe du monde à Willingen, un mois avant de goûter aux joies du podium à domicile à Planica en vol à ski. En 2008, il améliore d'une place son classement à Willingen (2e), pour monter sur son troisième podium en carrière.
Sur les Jeux olympiques d'hiver de 2010, à Vancouver, il est seulement présent en individuel et ne se qualifie pour aucune deuxième manche (hors du top trente).
Aux Championnats du monde 2011 à Oslo, il est treizième au grand tremplin, mais avant tout gagne sa deuxième médaille de bronze par équipes en compagnie de Peter Prevc, Jurij Tepes et Robert Kranjec.
À l'été 2013, Damjan monte enfin sur la plus haute marche du podium dans un concours avec l'élite du saut, remportant la manche du Grand Prix à Hakuba.
En 2014, il fait son retour sur les podiums en Coupe du monde après six ans de disette à Sapporo où il enchaîne une deuxième place et une victoire devant ses compatriotes Peter Prevc et Robert Kranjec, sa première en carrière. Cela vient après une première victoire en épreuve par équipes à Zakopane. Il saute ensuite à ses troisièmes jeux olympiques à Sotchi, obtenant comme résultats 9e et 17e en individuel, ainsi que cinquième par équipes. À l'issue de l'hiver, il obtient un classement général de treizième soit son meilleur en Coupe du monde.
Il remporte le Grand Prix d'été 2014 devant Phillip Sjøen. Il confirme sa place dans la hiérarchie en 2014-2015, ajoutant un podium individuel dans son palmarès de Coupe du monde à Engelberg et un deuxième succès collectif à Willingen.
En décembre 2016, il est de nouveau titré champion de Slovénie, sur le grand tremplin.
Il gagne sa deuxième manche de Coupe du monde en décembre 2017 au grand tremplin de Ruka, devant Johann André Forfang, peu avant de classer dixième de la Tournée des quatre tremplins, soit son meilleur bilan dans la compétition austro-allemande. Il est ensuite médaillé d'argent aux Championnats du monde de vol à ski par équipes avec Anže Semenič, Domen Prevc et Peter Prevc, puis sélectionné pour les Jeux olympiques de Pyeongchang, ses quatrièmes, pour se classer notamment seizième au grand tremplin. À sa septième participation aux Championnats du monde en 2019, à Seefeld, alors que son classement final en Coupe du monde est seulement 46e, il occupe la onzième place au petit tremplin.
En 2019, il est élu à la commission des athlètes à la Fédération internationale de ski. En raison d'une blessure à l'épaule persistante qui nécessite une opération, il doit renoncer à l'intégralité de la saison 2019-2020

## Palmarès

### Jeux olympiques
| Épreuve / Édition | Turin 2006 | Vancouver 2010 | Sotchi 2014 | Pyeongchang 2018 |
| Petit tremplin    | 35e        | 38e            | 9e          | 28e              |
| Grand tremplin    | 28e        | 33e            | 17e         | 16e              |
| Par équipes       | 10e        | -              | 5e          | 5e               |

### Championnats du monde
| Épreuve / Édition | Épreuve / Édition | Oberstdorf 2005 | Sapporo 2007 | Liberec 2009 | Oslo 2011 | Falun 2015 | Lahti 2017 | Seefeld 2019 |
| Petit tremplin    | Petit tremplin    | 6e              | 25e          | 41e          | -         | 23e        | 32e        | 11e          |
| Grand tremplin    | Grand tremplin    | 13e             | 45e          | 37e          | 13e       | 25e        | 21e        |              |
| Par équipes       | PT                | Bronze          | -            | -            | 6e        | -          | -          |              |
| Par équipes       | GT                | 4e              | 10e          | 7e           | Bronze    | 6e         | 5e         |              |

Légende : PT = petit tremplin, GT = grand tremplin.

### Championnats du monde de vol à ski
| Épreuve / Édition | Kulm 2006 | Oberstdorf 2008 | Planica 2010 | Vikersund 2012 | Harrachov 2014 | Oberstdorf 2018 |
| Individuel        | 25e       | 12e             | 25e          | -              | 33e            | 15e             |
| Par équipes       | 5e        | 12e             | 6e           | Bronze         |                | Argent          |

### Coupe du monde
- Meilleur classement général : 13e en 2014.
- 8 podiums individuels : 2 victoires, 2 deuxièmes places et 4 troisièmes places.
- 8 podiums par équipes, dont 2 victoires.

#### Différents classements en Coupe du monde
| Année     | Classement général final |
| 2003-2004 | 55e                      |
| 2004-2005 | 15e                      |
| 2005-2006 | 25e                      |
| 2006-2007 | 23e                      |
| 2007-2008 | 15e                      |
| 2008-2009 | 37e                      |
| 2009-2010 | 31e                      |
| 2010-2011 | 41e                      |
| 2011-2012 | 33e                      |
| 2013-2014 | 13e                      |
| 2014-2015 | 14e                      |
| 2016-2017 | 28e                      |
| 2017-2018 | 17e                      |
| 2018-2019 | 46e                      |

#### Victoires saison par saison
| Année     | Lieu            |
| 2013-2014 | Sapporo (Japon) |
| 2017-2018 | Ruka (Finlande) |

### Grand Prix
- Vainqueur du classement général en 2015.
- 11 podiums individuels, dont 2 victoires.

### Coupe continentale
- 17 podiums, dont 4 victoires.